# Freudenbacher Platte
Als Freudenbacher Platte wird ein Teil des Naturraums Tauberland in Baden-Württemberg bezeichnet, in dessen Gebiet sich der namengebende Creglinger Stadtteil Freudenbach befindet. Die Freudenbacher Platte weist als naturräumliche Einheit Nr. 129.2 der Haupteinheitengruppe Neckar- und Tauber-Gäuplatten keine weitere Untergliederungseinheit in zweiter Nachkommastelle auf.
Die Freudenbacher Platte liegt etwa fünf Kilometer östlich des Hauptorts Creglingen nahe an der Grenze zu Bayern. Es handelt sich um einen etwa fünf Kilometer breiten flachen Höhenrücken zwischen den Tälern von Tauber im Süden und von deren rechtem Zufluss Steinach im Norden. Durch den Ort Freudenbach, der im Westen und Osten von größeren Waldflächen eingerahmt ist, fließt der Freudenbach zur Steinach.

## Naturräumliche Gliederung
Die Freudenbacher Platte ist folgende Teileinheit des Naturraums Tauberland der Haupteinheitengruppe Neckar- und Tauber-Gäuplatten:
- (zu 12 Neckar- und Tauber-Gäuplatten)
  - 129 Tauberland
    - 129.0 Umpfer-Wachbach-Riedel
      - 129.01 Königheimer Tal

    - 129.1 Südliche Tauberplatten
    - 129.2 Freudenbacher Platte
    - 129.3 Taubergrund
      - 129.30 Mittleres Taubertal
      - 129.31 Vorbachtal
      - 129.32 Wittigbachtal
      - 129.33 Taubertal bei Bieberehren

    - 129.4 Tauberberg
      - 129.40 Unterbalbach-Röttinger Riedel
      - 129.41 Messelhäuser Hochfläche
      - 129.42 Großrinderfelder Fläche
      - 129.43 Werbach-Böttigheimer Tal